# Fresh One Productions
Fresh One Productions ist eine von Jamie Oliver gegründete Produktionsfirma für den Dreh seiner Kochsendungen im Serienformat sowie die Vermarktung der Marke Jamie Oliver. Oliver gründete die Produktionsfirma um mehr Einfluss auf die Auswahl der Produkte, Locations und die Produktion seiner Sendungen zu haben, was bei seiner ersten Kochsendung Oliver's Twist nur bedingt der Fall war.

## Auszeichnungen
- Best Factual Series or Strand, British Academy Television Awards 2006
- Outstanding Reality Program, Primetime Emmys 2010

## Serien (Auswahl)
- Oliver's Twist
- Jamie's Kitchen
- Jamie's School Dinners
- Jamie's Great Escape
- Jamie's Chef
- Jamie at Home
- Jamie's 15-Minute Meals
- Jamie Oliver's Food Revolution
- Jamie's Great Italian Escape
- Jamie’s American Road
- Jamie’s 30 Minuten Menüs

## Weblink
- Fresh One Productions bei IMDb